# Taktmaximalpegel
Der Taktmaximalpegel wird in Zusammenhang mit den Mittelungsverfahren bei der Berechnung und Beurteilung von Lärmimmissionen aufgeführt. Dabei wird die erfasste Schallpegelkurve in konstante Zeitabschnitte, genannt Takte, unterteilt. Typische Taktdauern werden normalerweise in 3 oder 5 Sekunden gewählt.

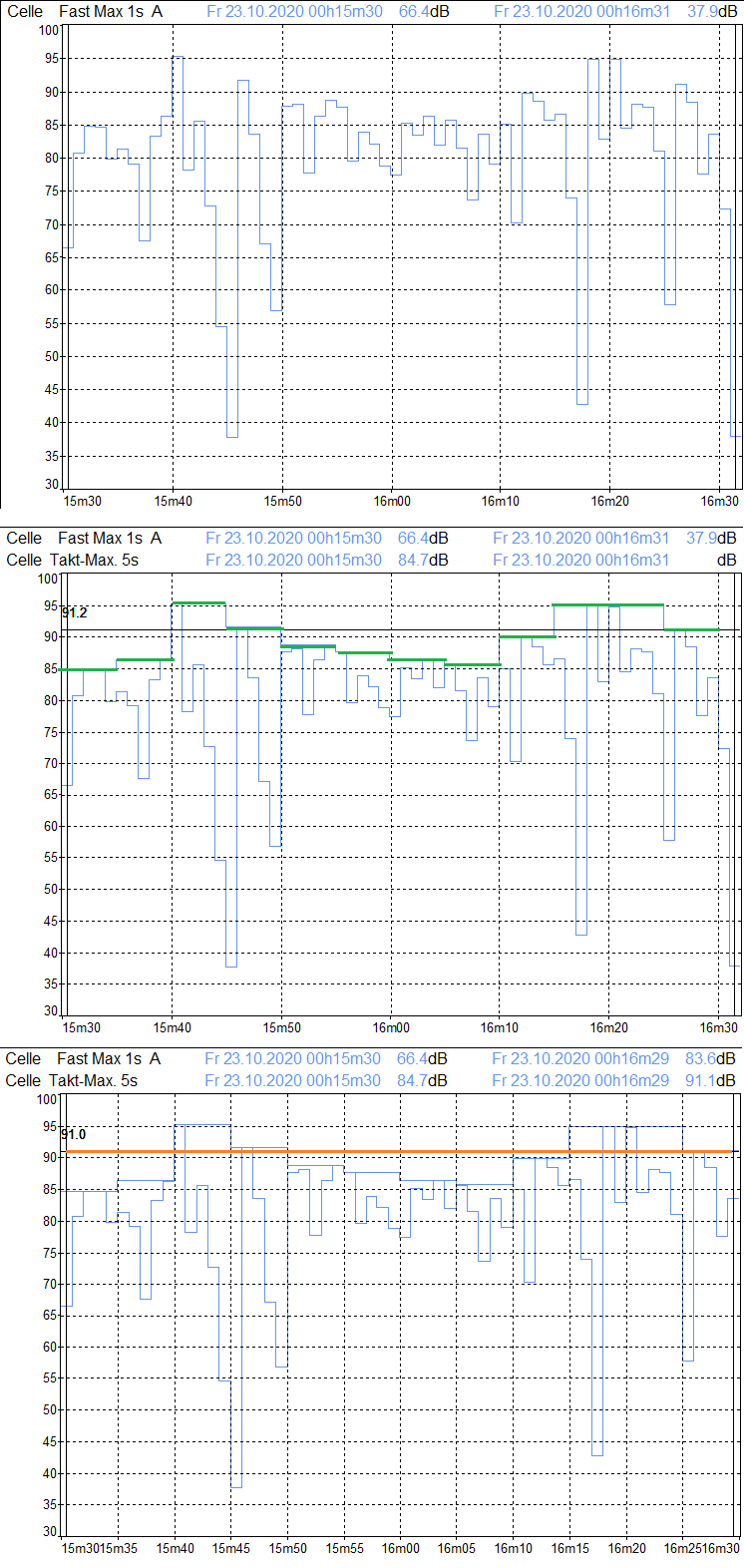
Grafik zum 5-sekündigen Taktmaximalpegel

Dabei wird während der Taktzeit der Maximalwert der einzelnen Takte erfasst. Davon ausgehend, dass dieser Wert für die Zeitdauer von fünf Sekunden aufrechterhalten wird, gehen Impulse stärker in die Bewertung ein. Die Zeitkonstante „fast“ mit 125 ms mit A-Bewertung kommt dabei zum Einsatz.
Aus den einzelnen Taktmaximalpegeln LAF(t) mit zugehöriger Taktzeit wird der Taktmaximal-Mittelungspegel LAFTeq nach der DIN 45641 gebildet, der durch den gebildeten Mittelungspegel der Taktmaximalpegel gebildet wird.
Zur Bewertung der Impulshaltigkeit kann die Differenz von Taktmaximal-Mittelungspegel und dem Mittelungspegel LAFTeq – LAeq nach TA Lärm bestimmt werden. Zudem findet Taktmaximal-Mittelungspegel ebenfalls Anwendung in der Sportanlagen-Lärmschutzverordnung und der AVV Baulärm.